# دارژلوبیه
دارژلوبیه (به لهستانی:  Darżlubie) یک منطقهٔ مسکونی در لهستان است که در گمینا پوتسک واقع شده‌است. دارژلوبیه ۷۸۸ نفر جمعیت دارد.